# Palterndorf
Palterndorf (früher auch Balterndorf) ist ein Ort und eine Katastralgemeinde in der Marktgemeinde Palterndorf-Dobermannsdorf im Bezirk Gänserndorf in Niederösterreich.

## Lage
Das Breitstraßendorf Palterndorf befindet sich im nordöstlichen Weinviertel.

## Geschichte
Urkundlich wurde der Ort 1301 genannt. Im Jahr 1822 wurde der Ort als Dorf mit 99 Häusern genannt, das über eine Pfarre und eine Schule verfügte. Die Herrschaft Rabensburg besaß die Ortsobrigkeit, übte die Landgerichtsbarkeit aus und besorgte die Konskription. Die Untertanen und Grundholde des Ortes gehörten den Herrschaften Rabensburg und Poisbrunn sowie den Pfarren Zistersdorf, Barnabitencollegium und Prinzendorf.
Laut Adressbuch von Österreich waren im Jahr 1938 in der Ortsgemeinde Palterndorf ein Bäcker, zwei Binder, ein Elektrotechniker, ein Fleischer, eine Friseurin, zwei Gastwirte, drei Gemischtwarenhändler, ein Müller, ein Rauchfangkehrer, ein Sattler, ein Schlosser, zwei Schmiede, drei Schneider, zwei Schuster, ein Spengler, drei Tischler, ein Uhrmacher, ein Wagner, ein Weinsensal und mehrere Landwirte ansässig.
Zum 1. Jänner 1972 wurde mit der NÖ. Kommunalstrukturverbesserung die Gemeinde Palterndorf mit der Gemeinde Dobermannsdorf zusammengelegt.

## Kultur und Sehenswürdigkeiten

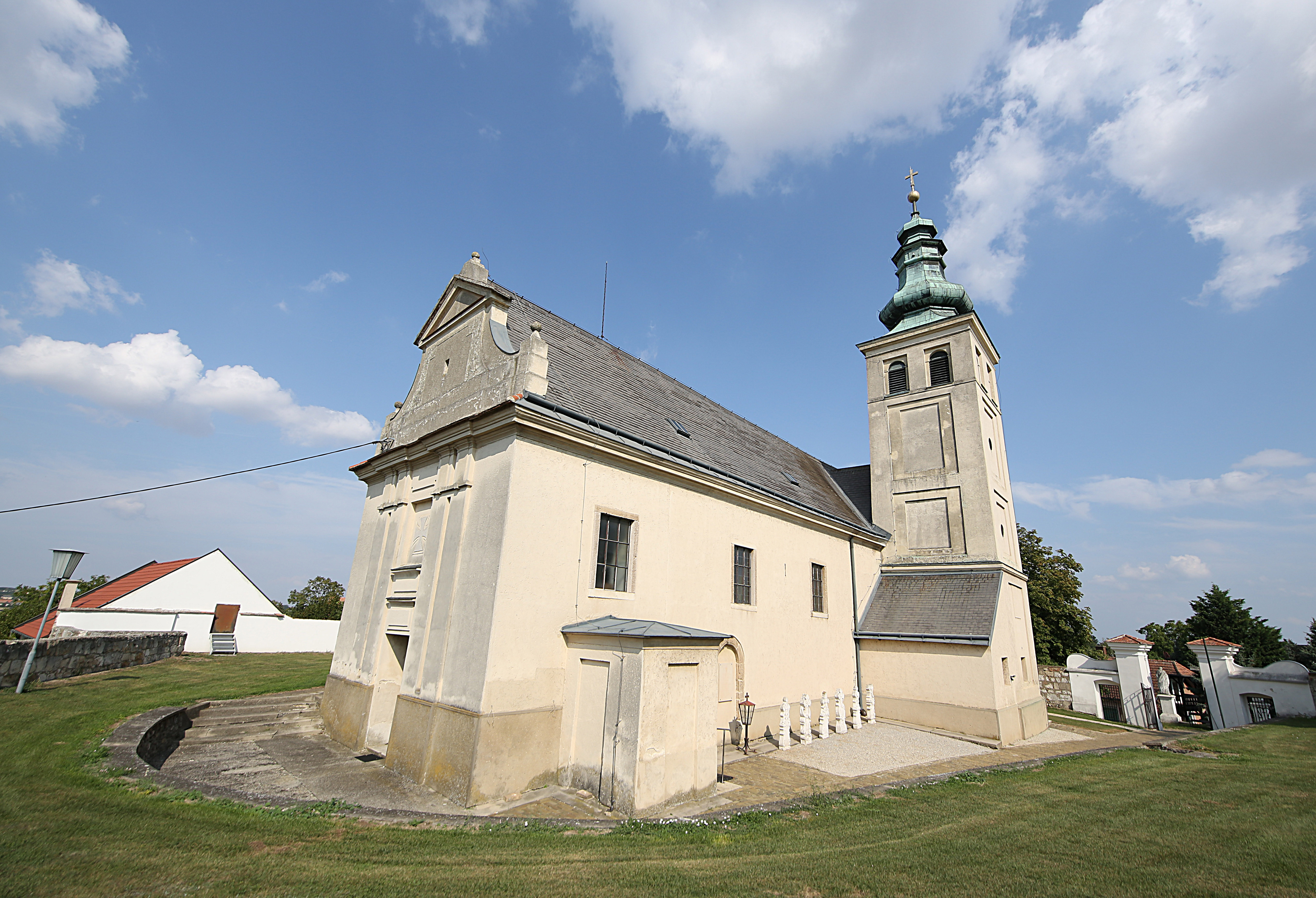
Pfarrkirche Palterndorf

- Katholische Pfarrkirche Palterndorf Mariä Himmelfahrt
- Pfarrhaus
- Ehemalige Schule als Zwerchhof
- Spätgotischer Tabernakelbildstock aus dem Ende des 15. Jahrhunderts am südlichen Ortsausgang
- Barocke Figur Johann Nepomuk 1746 am nördlichen Ortsausgang